# Terremoto de Tayikistán de 2015
El 7 de diciembre de 2015 a las 12:50 (hora local) y 07:50 (hora UTC) un terremoto de 7,2° en la escala sismológica de magnitud de momento (Mw) se registró en Tayikistán. El terremoto también se sintió en Xīnjiāng de China, India, Pakistán, Afganistán y Kirguistán. El sismo dejó dos víctimas mortales y más de quinientas casas dañadas.

## Información tectónica
El 7 de diciembre de 2015 un terremoto de 7,2° se registró en Tayikistán como resultado del delizamiento de fallas dentro de la corteza de la Eurasia. Mecanismos focales indican que una ruptura ocurrió en cualquiera de estas fallas; una falla llamada lateral derecho; noreste-sureste, o una falla llamada lateral izquierda; sureste-noreste. En la latitud de este terremoto, la placa India se mueve hacia el norte con respecto a la Eurasia a una velocidad de 38 mm/año aproximadamente.
El terremoto se ubica a cientos de kilómetros al norte de la frontera de la placa india: Eurasia, en las montañas de Pamir, en la colisión de estas dos placas tectónicas conduce a la región amplia de los Himalayas y a la meseta tibetana y causa la elevación que produce los picos más altos del mundo incluyendo el Himalaya, el Karakórum el Pamir y las gamas de Hindú Kush. La ubicación del terremoto del 7 de diciembre de 2015 está cerca del lago Sarez, que se formó en 1911 cuando un terremoto de magnitud 7,3. cercano desencadenó un delizamiento de tierra que había represado el río Murghab.
Durante el siglo pasado, han ocurrido otros dieciocho terremotos mayores o igual a 6,5 de magnitud a 250 km del terremoto del 7 de diciembre de 2015. Dada la lejanía de la región, aquí los terremotos causan raramente muertes relacionadas con el temblor (aunque peligros secundarios tales como; deslizamientos de tierra han causado daños y muertes en el pasado).

## Intensidades
Intensidades reportadas por el Servicio Geológico de los Estados Unidos (USGS).
| Intensidad | Ciudad     | Población |
| ---------- | ---------- | --------- |
| V          | Murghob    | 11K+      |
| V          | Vanj       | <1K       |
| IV         | Rushon     | <1K       |
| IV         | Karakenja  | 3K+       |
| IV         | Khorugh    | 30K+      |
| IV         | Roshtqal'a | <1K       |
| IV         | Farg`ona   | 164K+     |
| IV         | Batken     | 10K+      |
| IV         | Qo`qon     | 187K+     |
| IV         | Osh        | 200K+     |
| IV         | Fayzabad   | 44K+      |